# Желько Марчек
Желько Марчек (серб. Željko Marček, Панчево, Югославія) — тимчасовий керівник Укрзалізниці, що замінив на цій посаді Євгена Кравцова. Виконував обов'язки голови правління Укрзалізниці із 5 лютого по 15 квітня 2020.

## Життєпис

### Освіта
Закінчив школу в місті Панчево в Югославії (Воєводина, Сербія).
1985—1990 — навчався в Сільськогосподарсько-технічному університеті Алабами.
Маріборський університет, Словенія, Марібор, дипломований економіст. Володіє українською, румунською та російською мовами.

### Кар'єра
- 1990—2004 — керівний менеджер у McDonald's в Україні, Румунії та Югославії;
- 2005—2007 — директор з персоналу «Перехід медіа», займався журналами «Вся неделя», «Деловой журнал», «Женский журнал», також працював на Gala-радіо, продаючи рекламу;
- 2007—2013 — директор з персоналу ПАТ «Дніпроспецсталь»;
- червень 2013—жовтень 2014 — директор з персоналу групи StarLightMedia;
- листопад 2014 — травень 2016 — керівник мережі франчайзі Нової пошти, брав участь у проекті реформуванні HR-напрямку в Новій пошті;
- 2014—2015 — незалежний член наглядової ради «Укрросметалл»;
- 24.06.2016 — член правління ПАТ «Укрзалізниця»;[5][6]
- з 5 лютого по 15 квітня 2020 — тимчасовий голова правління Укрзалізниці.[7][8][2]

## Сім'я
- брат Горан Станойковський
- сестра Гордана Радосевич
- сестра Івана Радосевич Тодоровські
- сестра Снежана Беліч